# Водна топка
Водна топка (на английски: water polo) е колективен спорт, който комбинира елементи от плуването и хандбала.
Всяка среща се играе между 2 отбора, като всеки от тях се състои от 13 души. В игралното поле всеки отбор може да играе с не повече от 7 играчи (6 полеви и 1 вратар). Целта на всеки отбор е да отбележи колкото се може повече голове в противниковата вратата. Състезателите носят бански и шапки като всяка шапка е с номер от 1 до 13 в бял (за домакините) и син или различен от бял цвят (за гостите). Вратарите носят винаги номер 1, а за резервните вратари номер 13.
Играта се състои от 4 части като всяка част продължава 8 минути в мъжките и женските възрасти и 5 минути при възраст деца. При всяко спиране на играта се спират общото време и времето за атака. След всяка част има почивка от по 2 минути, като почивката между втората и третата част е по-голяма (5 мин.). Както в баскетбола, така и във водната топка всеки отбор има време за нападение и във водната топка, то е 30 сек. При началото на всяка част топката се хвърля или поставя (върху специален коридор) в центъра на игрището от съдията, който се движи откъм страната на съдийската маса. Така спринтьорите на всеки отбор плуват за топката и отборът, чийто спринтьор достигне пръв до нея я печели.
Нарушенията (фаловете) във водната топка са често срещани. За изпълнен свободен удар се смята, когато нападателят подаде на съотборник или си подхвърли топката. При тежко нарушение наказаният играч плува до обозначеното място или още наречено „кошара“, където трябва да изтърпи наказание от 20 сек. Ако нарушението е извън пет метровата зона (наказателното поле), то тогава атакуващият състезател има право да изпъли свободния удар, стреляйки незабавно. Наказателен удар (дузпа) се отсъжда срещу защитник, който е извършил тежко нарушение в пет метровата зона (наказателното поле) срещу нападател, който е с лице към вратата. При изпълнението на 5 метровия наказателен удар, наказаният състезател остава в игрището, а не отива в „кошарата“. Пет метровата зона се обозначава със зелени конуси и коридори. Други случаи, в които се отсъжда наказателен удар са, когато вратар или защитник бъде атакуван в пет метровтата зона и потопи топката или когато играч бъде отстранен за бруталност. Наказателни удари се изпълняват също така след равен резултат в продълженията.
При бруталност, нецензурни реплики или непристойно поведение на играчи, треньори или други лица от треньорския щаб, то те биват отстранени незабавно до края на срещата и трябва да заплатят парична глоба. В случай на бруталност от страна на играч, то той се отстранява до края на срещата и отборът му остава с човек по-малко в рамките на 4 мин. (гонене „без“ право на смяна). При нецензурни реплики от страна на състезател спрямо съдии, противникови играчи, съотборници или публика се отсъжда гонене с право на смяна, като отстраненият играч е длъжен да напусне и няма право да доиграе срещата, и също така той трябва да бъде заменен веднага от друг играч. Ако състезател е натрупал три лични нарушения, тогава той няма право да играе до края на мача и трябва да бъде заменен от друг играч. Във водната топка също както при футбола има засада. Засада се отсъжда, когато нападател се намира в противниковата двуметрова зона без топка. Двуметровата зона е обозначена с червени конуси и коридори от двете страни на полето. За симулативна игра или непристойно поведение на играч/и също така може да бъде отсъден жълт картон, като при повторна проява се гони състезател с право на смяна. Треньори и лица от треньорския щаб също могат да получат жълт или червен картон като след получаване на червен картон са длъжни да напуснат басейна.
По време на мач състезателите по плуват кроул и гръб, а за да се държат над водата използват трамбовка. Вратарите стоят на трамбовка и им е позволено да плуват до средата на игрището. Във водната топка са позволени безкрайно много смени. Всеки отбор има също така възможността да използва техническо прекъсване (тайм-аут), което трае 1 мин. Отборите имат право да искат по едно техническо прекъсване на част само, когато владеят топката. Неизползван тайм-аут се губи. В случай на поискан тайм-аут в последната минута на срещата и вече използван такъв, другият отбор има право да избере дали да изпълни наказателен удар или да вземе респективно продължи владението на топката.
Водната топка е първият колективен олимпийски спорт в историята на модерните Олимпийски игри и това се случва за пръв път на Летните Олимпийски игри през 1900 г. в Париж.

### История
Историята на водната топка като отборен спорт започва като демонстрация на сила и плувни умения в средата на 19-и век в Англия и Шотландия, където водните спортове и състезателните изложби са част от окръжните панаири и фестивали. Мъжката водна топка е сред първите отборни спортове, въведени на съвременните олимпийски игри през 1900 г. Съвременната игра включва отбори от седем играчи (плюс до шест резерви), с топка за водна топка, подобна по размер на футболна топка, но конструирана от херметичен найлон.
Едно от най-ранните записани гледания на водна топка е извършено на 4-тия „Open Air Fete“  на Лондонския плувен клуб, проведен в Кристъл Палас, Лондон на 15 септември 1873 г.[6] Друг предшественик на съвременната игра на воднaта топка е играта на воден „хандбал“, играна в Борнмут на 13 юли 1876 г. Това беше мач между 12 членове на Premier гребния клуб, като голове бяха белязани с четири флага, поставени във водата близо до средата на кея на Борнмут. Играта започна в 18:00 ч. И продължи 15 минути (когато топката се спука), наблюдавана от голяма тълпа; с планове за по-мащабна игра през следващата седмица.
Правилата на водната топка първоначално са разработени в края на деветнадесети век във Великобритания от Уилям Уилсън. Смята се, че Уилсън е бил първият „Baths Master“ в клуба Arlington Baths в Глазгоу. Първите игри на „воден футбол“ се играят в Арлингтън в края на 1800 г. (клубът е основан през 1870 г.), с топка, изработена от индийска гума. Това „водно ръгби“ се нарича „водна топка“ (water polo) въз основа на английското произношение на думата Балти за топка, пулу. Ранната игра позволи груба сила, борба и задържане на противниковите играчи под вода, за да си върнат топката. Играчите, държани под вода за продължителни периоди, обикновено предаваха притежание. Вратарят застана извън игралното поле и защити вратата, като скочи срещу всеки съперник, който се опита да отбележи, като постави топката на палубата.

### Наранявания
Водната топка е контактен спорт, с малко защитно оборудване освен бански костюми и шапки с протектори за уши и по този начин нараняванията са чести. Сред най-честите сериозни наранявания са тези, засягащи главата и раменете. Тези насочени към главата обикновено са причинени от лакти или самата топка, докато нараняванията на рамото са резултат от хващане и бутане при хвърляне на топката или просто от повтарящо се напрежение на ставите и мускулите при извършване на тежки изстрели. Ръцете и пръстите са уязвими зони поради контакт, когато противниците се опитват да откраднат топката или когато играчите блокират удари. Други наранявания се случват под вода, като наранявания на краката и слабините, тъй като много действия не могат да се видят отгоре и не се използват други защитни средства. Слънчевото изгаряне е често срещана лека травма при мачове на открито. Играчите често пренебрегват нанасянето на слънцезащитен крем, тъй като това ще наруши способността на играча да хваща топката поради мазния характер на слънцезащитния крем. Използването на големи количества слънцезащитен крем по време на официален мач, за да направи тялото на играча много по-трудно за хващане, докато маневрира с противниковия отбор е забранен от FINA и повечето други държавни органи.

### Стратегия за нападение

#### Позициониране на играча
Най-основната позиционна настройка е известна като "3 – 3", наречена така, защото има две линии пред вратата на противника. Друга конфигурация, използвана повече от професионални екипи, е известна като „дъга“, „чадър“ или „гъба“; играчите по периметъра образуват формата на дъга около целта, като централната позиция (център) е поставена като дръжка или стебло. Още една опция за офанзивен сет се нарича 4 – 2 илидва центъра; пред вратата има двама офанзивни нападатели. Два центъра се използват най-често в ситуации на „зона“, или когато защитата има само един силен център защитник, или да привлече защитник и след това да се предаде на играч от периметъра за удар („изгонване“).

#### Изнасяне на топката
Когато отбор завладее топката, стратегията е топката да се придвижи надолу по игралното поле и да се отбележи гол. Играчите могат да местят топката, като я хвърлят към съотборник или плуват с топката пред себе си (дрибъл). Ако нападател използва ръката си, за да отблъсне защитния играч и да освободи място за пас или удар, реферът ще отсъди обръщана (обратен фал) и защитата ще завладее топката. Ако нападател напредва вътре в 2-метровата линия без топката или преди топката да е вътре в 2-метровата зона, той се определя за офсайд и топката се обръща към защитата. Това често се пренебрегва, ако нападателят е много близо до стената на басейна или когато топката е от другата страна на басейна.

#### „Зона“ (5 на 6)
Ако защитник попречи на свободно хвърляне, задържи или потопи нападател, който не владее или пръсне вода в лицето на противник, защитният играч се изключва от играта за двадесет секунди, известни като „гонене“. Атакуващият отбор обикновено позиционира 4 играчи на 2-метровата линия и 2-ма играчи на 5-метровата линия (4 – 2), прехвърляйки топката наоколо, докато открит играч не опита удар. Други формации включват 3 – 3 (две линии от по трима нападатели всеки) или дъга (нападателите правят дъга пред вратата и един нападателен играч седи в „центъра“  пред вратата). Петте защитни играчи се опитват да притиснат нападателите, блокират удари и предотвратяват отбелязването на гол за 20 секунди, докато те са играч надолу. Другите защитници могат да блокират топката само с една ръка, за да помогнат на вратаря. Защитникът има право да се върне незабавно, ако нарушението отбележи гол или ако защитата възстанови топката преди изтичането на двадесетте секунди.

#### Стратегия за защита
Защита по водна топка: Защитникът може да държи, блокира или дърпа само противник, който докосва или държи топката.
В защита играчите работят, за да си върнат владението на топката и да предотвратят гол в собствената си врата. Защитата се опитва да избие или открадне топката от нарушението или да извърши фал, за да попречи на офанзивен играч да направи гол удар. Защитникът се опитва да остане между нападателя и целта.

#### Вратар
Дори и с добро подкрепление от останалите защитници, спирането на атаките може да се окаже много трудно, ако вратарят остане в средата на вратата. Най-защитната позиция е по полукръгла линия, свързваща гредите и простираща се в центъра. В зависимост от местоположението на носителя на топката, вратарят е разположен по този полукръг на около метър от вратата, за да намали ъгъла на стрелба на нападателя. Вратарят спира да използва ръцете си, за да „стъпи“ на вода, след като съперникът влезе на около 7 -метровата марка и започва да повдига горната част на тялото си, тръмбовайки, за да се подготви да блокира изстрела. Накрая вратарят се опитва да блокира топката, което често е трудно за по-дълги разстояния, но предотвратява офанзивен отскок и втори изстрел. Както е в случая с други защитни играчи, вратар, който агресивно фаулира нападател в позиция за гол, може да бъде наказан с дузпа за другия отбор. Вратарят също може да бъде изхвърлен за двадесет секунди, ако е допуснат голям фал. Също така в рамките на петметровата граница, вратарят може да замахне към топката със затворен юмрук, без да бъде наказан.

#### Правило за предимство
Ако офанзивен играч, като например централният нападател, владее топката пред вратата, защитният играч се опитва да открадне топката или да попречи на центъра да стреля или подава. Ако защитникът не може да постигне тези цели, той може да извърши нарушение умишлено. След това на дупката се дава свободно хвърляне, но трябва да подаде топката на друг офанзивен играч, вместо да направи директен удар към вратата. Играчите в защитния периметър могат също така умишлено да причинят незначително нарушение и след това да се придвижат към целта, далеч от нападателя си, който трябва да изпълни свободно хвърляне. Тази техника дава възможност на защитата да направи двоен отбор на центъра и евентуално да открадне входящия пас. Реферът може да се въздържа от обявяване на фаул, ако по негова преценка това би довело до предимство на отбора на нарушителя. Това е известно като правилото за предимство.